# Hans Sydow
Hans Sydow, född 29 januari 1879 i Berlin, död 6 juni 1946, var en tysk mykolog. Han var son till Paul Sydow.
Sydow var under åren 1904–37 verksam vid Dresdner Bank i Berlin, där han blev avdelningschef 1922. Han utförde, tillsammans med sin far, ett omfattande mykologiskt arbete.
Auktorsnamnet Syd. kan användas för Hans Sydow i samband med ett vetenskapligt namn inom botaniken; se Wikipediaartiklar som länkar till auktorsnamnet.